# 忽那通著
忽那 通著（くつな みちあき）は、戦国時代から安土桃山時代にかけての武将。河野氏の家臣。板島水軍の将。伊予国忽那山城主。

## 略歴
忽那通乗の子として誕生。
永禄8年（1565年）、豊後国の大友義鎮が伊予に侵攻すると、河野氏の指示を受け、来島通康、村上武吉らと共に大友軍を撃退した。天正元年 （1573年）、大野氏が長宗我部元親に降ると、その討伐に出陣した。天正年間には、畿内を制圧した織田信長の軍勢が中国地方にも進出し、各地で毛利氏と衝突を繰り返すようになった。通著は村上水軍らと共に毛利氏の支援を行い、大友氏の牽制のために豊後周辺にも出陣している。天正7年（1579年）、大野直之が長宗我部元親に通じて河野氏に謀反を起こすと、その鎮圧に出陣したが、花瀬城を巡る戦いにて討死した。
嫡男が幼かったため、弟・通恭が家督を継ぐが、羽柴秀吉の四国攻めにおける高峠城の戦いで、小早川隆景の軍と激戦の末に討死した。弟・通実も金子城にて討死し、一族のほとんどは滅亡した。